# Folkia
Folkia is een geslacht van spinnen behorend tot de familie celspinnen (Dysderidae).

## Soorten
- Folkia boudewijni Deeleman-Reinhold, 1993
- Folkia haasi (Reimoser, 1929)
- Folkia inermis (Absolon & Kratochvíl, 1933)
- Folkia lugens Brignoli, 1974
- Folkia mrazeki (Nosek, 1904)
- Folkia pauciaculeata (Fage, 1943)
- Folkia subcupressa Deeleman-Reinhold, 1993